# ケイラ・マカリスター
ケイラ・マカリスター（Kayla McAlister、1988年8月6日 - ）は、ニュージーランドの女子ラグビー選手。

## プロフィール
- ニュージーランド・ワイタラ出身[1]。
- ポジションはセンター(CTB)。
- 身長 160cm、体重 65kg
- 兄のルークもラグビー選手[2]。

## 略歴
2016年、リオ五輪の7人制女子ニュージーランド代表に選ばれて銀メダルを獲得。

## 受賞歴
- IRB女子セブンズ最優秀選手賞:2013年[4]